# Ango Sakaguchi

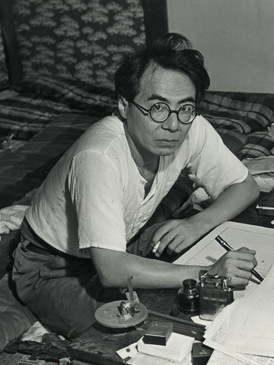
Ango Sakaguchi (1946)

Ango Sakaguchi (1906-1955) foi um japonês romancista e ensaísta.